# Vladislava Urazova
Vladislava Urazova (en russe : Владислава Уразова) est une gymnaste artistique russe, née le 14 août 2004 à Rostov-sur-le-Don.
Elle devient vice-championne d'Europe aux barres à Bâle en 2021.

## Biographie
Vladislava Sergeyevna Urazova (en russe : Владислава Сергеевна Уразова) est née le 14 août 2004 à Rostov-sur-le-Don.
Elle commence sa carrière internationale junior en 2017.
En 2019, lors des Championnats du monde junior à Győr, en Hongrie, elle remportant deux titres (concours par équipes et barres) ainsi qu'une médaille d'argent (concours général individuel) et une de bronze (saut).
Lors de sa première année senior, à l'occasion des championnats nationaux russes en mars 2021, elle remporte un titre (barres), deux médailles d'argent (concours par équipes et concours général individuel) et une de bronze (sol). Le mois suivant, elle participe aux Championnats d'Europe à Bâle, en Suisse, où elle parvient à remporter la médaille d'argent aux barres.

## Palmarès

### Championnats d'Europe
- Bâle 2021
  -  médaille d'argent aux barres